# Milford (Texas)
Milford es un pueblo ubicado en el condado de Ellis en el estado estadounidense de Texas. En el Censo de 2010 tenía una población de 728 habitantes y una densidad poblacional de 113,84 personas por km².

## Geografía
Milford se encuentra ubicado en las coordenadas 32°7′17″N 96°57′0″O / 32.12139, -96.95000. Según la Oficina del Censo de los Estados Unidos, Milford tiene una superficie total de 6.39 km², de la cual 6.38 km² corresponden a tierra firme y (0.28%) 0.02 km² es agua.

## Demografía
Según el censo de 2010, había 728 personas residiendo en Milford. La densidad de población era de 113,84 hab./km². De los 728 habitantes, Milford estaba compuesto por el 66.07% blancos, el 26.51% eran afroamericanos, el 0.14% eran amerindios, el 0.14% eran asiáticos, el 0% eran isleños del Pacífico, el 5.08% eran de otras razas y el 2.06% pertenecían a dos o más razas. Del total de la población el 11.81% eran hispanos o latinos de cualquier raza.